# Экологическое поколение
Экологи́ческое поколе́ние (Поколе́ние экологи́стов, фр. Génération écologie) — зелёная французская политическая партия. Основана в 1990 году Брис Лалондом и Жан-Луи Борлоо по инициативе тогдашнего президента Франции Франсуа Миттеранна. Лидер партии с 2011 года — Ив Пьетрасанта. Ранее партию возглавляли Брис Лалонд (1991—2002), Франс Гаммир (2002—2008), Жан-Ноэль Дебройс (2008—2011).
Партия участвовали в трёх парламентских выборах 1993, 2002, 2007 годах, на которых партия ни разу не проводила в парламент представителя. На президентских выборах 2007 года поддержали кандидатуру Антуана Вехтера, лидера Движения независимых экологистов. В 2009 году партия участвовала в выборах в Европарламент в альянсе с той же партией, но по итогам голосования альянс не смог провести не одного представителя.
Несмотря на принадлежность большинства зелёных партий к левоцентристскому политическому спектру и на свою прошлую связь с Социалистической партией, придерживается правоцентристских взглядов, основанных на идеологии зелёного консерватизма. Ныне близка к Левой радикальной партии.